# 沃爾納特 (密西西比州奎特曼縣)
沃爾納特（英語：Walnut）是位於美國密西西比州奎特曼縣的非建制地區。

## 地理
沃爾納特所處的海拔為高於海平面49米（即161英呎），而該地所採用的時區為UTC-6，即北美中部時區（CST）。同時該地設有夏令時間，為UTC-6調快一小時，即UTC-5（CDT）。